# Idodi
Idodi è uno dei ward (circoscrizioni) del Distretto rurale di Iringa, nella regione di Iringa, in Tanzania.